# Peter Frederick Strawson
Peter Frederick Strawson (Ealing, oest de Londres, 23 de novembre de 1919 - 13 febrer 2006) va ser un filòsof anglès.
Era Professor Waynflete de Filosofia Metafísica a la Universitat d'Oxford (Magdalen College) entre 1968 i 1987. Abans havia estat designat com a conferenciant de la University College (Oxford) el 1947, arribant a ser tutor a l'any següent, fins a 1968. En retirar-se, el 1987, va tornar a la Universitat i va continuar treballant allà fins poc abans la seva mort.
Nascut a Ealing (a l'oest de Londres), els seus pares, que eren professors, es van traslladar al nord de la ciutat. El van educar en el Christ's College, Finchley, i al Saint John's College d'Oxford, on va estudiar filosofia, política, i economia.
Strawson va aconseguir notorietat amb el seu article "Sobre la referència" (1950), una crítica de la teoria de les descripcions de Bertrand Russell (anomenada també de les descripcions definides). Va ser en gran part responsable d'incloure la metafísica en les discussions sobre filosofia analítica.En metodologia filosòfica, Strawson va defensar un mètode que ell va anomenar "anàlisi connectiu".
L'anàlisi connectiu assumeix que els nostres conceptes formen una xarxa, de la qual els conceptes són els nodes. Fer una anàlisi connectiva d'un concepte (opinió, coneixement) és identificar els conceptes que estiguin més propers a aquest concepte en la xarxa. Aquesta classe d'anàlisi té l'avantatge que una anàlisi circular (és a dir, analitzar un coneixement en una creença, una creença en una opinió, i una opinió en un coneixement) no s'exclou, sempre que sigui prou abasta i informatiu.
Peter Strawson va ser nomenat Fellow de l'Acadèmia Britànica el 1960, i Membre Honorari Estranger de l'Acadèmia Americana d'Arts i Ciències el 1971. Va ser President de la Societat Aristotèlica entre 1969 i 1970. Va ser nomenat Sir el 1977, pels seus serveis a la filosofia.

## Llibres
- Introduction to Logical Theory. London: Methuen, 1952.
- Individuals: An Essay in Descriptive Metaphysics. London: Methuen, 1959.
- The Bounds of Sense: An Essay on Kant's Critique of Pure Reason. London: Methuen, 1966.
- Logico-Linguistic Papers. London: Methuen, 1971.
- Freedom and Resentment and other Essays London: Methuen, 1974.
- Subject and Predicate in Logic and Grammar. London: Methuen, 1974.
- Analysis and Metaphysics: An Introduction to Philosophy. Oxford: Oxford University Press, 1992.
- Entity and Identity (Entidad e identidad). Oxford: Oxford University Press, 1997.